# Georgius-Agricola-Gymnasium Glauchau
Das Georgius-Agricola-Gymnasium ist eine weiterführende Schule in Glauchau.

## Schulgeschichte
Die Schule wurde als Realschule am 2. Mai 1859 gegründet. Der Unterricht begann mit 34 Schülern, der Schulleiter und einziger Lehrer zu diesem Zeitpunkt war Carl Wilhelm Hugo Acker. Während des Ersten Weltkrieges fielen 130 Schüler, vier Lehrer und der damalige Hausmeister. Ab 1920 wurden Jungen und Mädchen gemeinsam unterrichtet (Beginn der Koedukation), ein Lehrer-, Schüler- und Elternrat wurde gebildet und eine Schülerzeitung wurde herausgegeben, die den Titel „Die Brücke“ trug. Während der Zeit des Nationalsozialismus erhielt die Schule ein eigenes Schullandheim in Grumbach/Erzgeb. (heute Teil von Jöhstadt), den „Waldhof Raummühle“.
Während der DDR wurde die Schule auf das neue Schulsystem umgestellt, die Schule wurde eine Erweiterte Oberschule (EOS). Ein Internat für auswärtige Schüler wurde eingerichtet. Nach der Wende erhielt die Schule die Bezeichnung Gymnasium. Bis 2003 wurde in zwei verschiedenen Gebäuden unterrichtet, danach wurde das Haus II in der Lindenstraße (heute: Internationale Grundschule Glauchau) geschlossen und einer Grundsanierung des Gebäudes in der Pestalozzistraße beschlossen. 2008 wurde der Bau eines Anbaus begonnen, der 2011 fertiggestellt wurde.

## Schulleben

### Schulprofil
Die Schule hat kein offizielles Motto, im offiziellen Internetauftritt der Schule verwendet man jedoch den Ausdruck „Wo Kreativität Schule macht.“ verwendet.
Es werden 4 Profile angeboten, ein sportliches, ein naturwissenschaftliches, ein gesellschaftswissenschaftliches und Latein, als dritte Fremdsprache.

#### Sprachen
Als erste Fremdsprache wird ab der 5. Klasse Englisch angeboten, ab der 6. Klasse lernen die Schülerinnen und Schüler entweder Spanisch oder Französisch, in der Vergangenheit wurde auch Russisch als Fremdsprache angeboten, das Angebot wurde aufgrund der geringen Nachfrage eingestellt. In der Sekundarstufe II müssen die Schülerinnen und Schüler mindestens eine Fremdsprache fortführen.

### Veranstaltungen
An der Schule finden regelmäßig Veranstaltungen, wie der Tag der offenen Tür und Volleyballturniere statt.

### Ganztagsangebote
Am Agricola-Gymnasium werden Ganztagsangebote in folgenden Arbeitsgemeinschaften angeboten:
- Künstlerisch
  - Kunst
  - Nachwuchschor
  - Orchester
  - Theater
  - Nadel und Faden
- Sportlich
  - Floorball
  - Yoga
- Naturwissenschaftlich
  - Chemie
- Skat und andere Kartenspiele
- Schulsanitätsdienst
- Öffentlichkeitsarbeit
- Geschichte / Schulmuseum
- Hammer, Säge und Co.
- Veranstaltungstechnik

### PEGASUS-Programm
Im Rahmen des Programms PEGASUS - Schulen adoptieren Denkmale hat das Gymnasium zwei Objekte adoptiert, zum einen ein Postenhäuschen einer ehemaligen Kaserne, das unter dem Titel „Das kleinste Museum Deutschlands“ verschiedene, von Schülerinnen und Schülern entworfene Ausstellungen beherbergt und die Burgruine des in der DDR gesprengten Schloss Döben, wo jedes Jahr ein Praktikum unter dem Titel „Burgruine Döben – Nachhaltige Denkmalpflege“ stattfindet. Für beide Projekte und einen von der AG Geschichte erstellten Kalender wird das Gymnasium regelmäßig prämiert, für das Denkmalpflege-Praktikum erhält das Gymnasium regelmäßig den Preis des Landesamt für Archäologie Sachsen.
Unterstützt wird das Gymnasium bei diesen Projekten durch den AG Geschichte e.V., der aus der Arbeitsgemeinschaft Geschichte des Gymnasiums hervorgegangen ist.

### Schülerfirma
Schülerinnen und Schüler des Gymnasiums betreiben unter dem Namen „Schüler Helfen Schülern - SHS statt SOS“ eine Nachhilfeorganisation, wo Schülerinnen und Schüler der oberen Klassen, denen in den niederen Klassen Nachhilfe geben. Die Schüler-Lehrkräfte werden in einem mehrtägigen Workshop ausgebildet und erhalten für ihre Arbeit eine Aufwandsentschädigung.

### Förderverein
Der Förderverein der Schule trägt den Namen: „Vereinigung der Freunde des Georgius Agricola Gymnasium Glauchau e.V.“ Der Zweck des Vereins ist die Förderung von Bildung und Erziehung sowie aller Schulangelegenheiten am Gymnasium Glauchau durch ideelle und kulturelle Unterstützung des schulischen Lebens und durch materielle Förderung von Vorhaben, soweit sie nicht von anderen zuständigen Stellen abzudecken sind.

### Partnerschulen
Die Schule unterhält Partnerschaften im Rahmen von Schüleraustauschprogrammen mit der Deutschen Schule in Quito, Ecuador und dem Collège Langevin-Wallon in Grenay, Frankreich, der Partnerstadt von Glauchau.

### Schulmaskottchen
Das Gymnasium hat ein Schulmaskottchen namens „Georgius“, abgeleitet vom Namensgeber für die Schule Georgius Agricola. Das Maskottchen wurde 2013 von der Schülerin des Gymnasiums entworfen.

### Schulleiterinnen und Schulleiter

Logo des Glauchauer Gymnasiums

| Jahre     | Name                                   | Bemerkung                                                            |
| --------- | -------------------------------------- | -------------------------------------------------------------------- |
| 1859–1890 | Carl Wilhelm Hugo Acker                | Theologe, erster Schulleiter                                         |
| 1890–1893 | Dr. Schaarschmidt                      | Philologe, aus Bautzen                                               |
| 1893–1909 | Otto Gumprecht                         | Naturwissenschaftler, aus Chemnitz                                   |
| 1909–1924 | Wolfgang Berlet                        | Rektor-Berlet-Stiftung für bedürftige und würdige Schüler, aus Borna |
| 1924–1938 | Max Erich Ullrich                      | Absetzung aus ungeklärten Gründen, aus Leipzig                       |
| 1939–1945 | Herr Krause                            |                                                                      |
| 1945      | Herr Pfisterer                         | einziger Lehrer, der nicht NSDAP-Mitglied war                        |
| 1945–1948 | Herr Lindner, Herr Weise, Herr Gaudeck |                                                                      |
| 1950–1974 | Herr Heidler                           |                                                                      |
| 1974–1989 | Jochen Eisold                          |                                                                      |
| 1989/90   | Hans-Joachim Bernhardt                 | amtierend                                                            |
| 1990–1992 | Hans-Joachim Bernhardt                 |                                                                      |
| 1992–1999 | Helga Scheurer                         | erste weibliche Schulleiterin                                        |
| 1999–2021 | Christine Kästner                      |                                                                      |
| seit 2021 | Kerstin Pyritz                         |                                                                      |

### Club der Agricolaner
Der Club der Agricolaner ist das Alumni-Netzwerk des Georgius-Agricola-Gymnasium Glauchau. Der Club besteht aus ehemaligen Schülerinnen und Schülern des Gymnasiums und befasst sich mit der Beratung der aktuellen Schülerinnen und Schülern in Themen wie: Kurswahl, Studienrichtungen, Fördermöglichkeiten und Praktikumsplätzen. Die Agricolaner nehmen in der Regel an schulischen Aktivitäten wie Volleyballtournieren und dem Tag der offenen Tür teil.

### Weissbachstiftung
Die Stiftung in memoriam Rudolf Felix Weissbach ist eine gemeinnützige und soziale Stiftung in Erinnerung an den Unternehmer und Menschenfreund Rudolf Felix Weissbach aus Glauchau. Zu den Zwecken der Stiftung gehört die Förderung von besonders begabten Absolventinnen und Absolventen des Georgius-Agricola-Gymnasium Glauchau mittels Stipendien. Seit der Gründung im Jahr 2000 konnte die Stiftung 8 ehemalige Schülerinnen und Schüler an verschiedenen Hochschulen fördern.

## Sonstiges
Die Schule besitzt das CertiLingua Exzellenzlable.